# حمله به پایگاه هوایی کی-۱
حمله به پایگاه هوایی کی ۱ (انگلیسی: 2019 K-1 Air Base attack) یک حمله موشکی بود که در ۲۷ دسامبر ۲۰۱۹ در استان کرکوک عراق به وقوع پیوست. در این حمله که با کاتیوشا انجام شد یک پیمانکار غیرنظامی آمریکایی کشته شد. ایالات متحده در تلافی این حمله مرگبار، ۵ پایگاه کتائب حزب‌الله را بمباران کرد (۳ پایگاه در عراق و ۲ پایگاه در سوریه) که ۲۵ نفر از شبه نظامیان کتائب حزب‌الله کشته شدند.